# ثنائي متغير السعة
الثنائي متغير السعة (بالإنجليزية: variable capacitance diode)‏ هو ثنائي تتغير سعته الكهربائية بتغير الجهد المطبق عليه.
داخل الثنائي هناك وجود لمنطقة شحنات حرة ذات سعة كهربائية معينة. وهذه السعة الكهربائية تتغير بتغير الجهد الكهربائي المطبق على الثنائي. يمكن استعمال هذه المنطقة لتخزين الشحنات وبالتالي البيانات. كما يمكن توظيف أثر الجهد عليها لتوليف المذياع آليا.